# Кільцева топологія мережі
У комп'ютерній мережі з топологією «кільце» комп'ютери підключаються до кабелю, замкнутого в коло. Тому у кабелі просто не може бути вільного кінця, на який треба поставити термінатор. Сигнали передаються по кільцю в одному напрямі і проходять через кожен комп'ютер. На відміну від пасивної топології «шина», тут кожен комп'ютер виступає в ролі повторювача, підсилюючи сигнали і передаючи їх наступному комп'ютеру. Тому, якщо вийде з ладу один комп'ютер, припиняє функціонувати вся мережа.
Один із способів передачі даних по кільцевій мережі називається передачею маркера (англ. token). Мережа Token-ring має топологію кільце, хоча зовні вона більше нагадує зірку. Це пов'язано з тим, що окремі абоненти (комп'ютери) приєднуються до мережі не прямо, а через спеціальні концентратори або багатостанційні пристрої доступу (MSAU або MAU — Multistation Access Unit). Фізично мережа утворює зірково-кільцеву топологію. У дійсності ж абоненти поєднуються все-таки в кільце, тобто кожний з них передає інформацію одному сусідньому абонентові, а приймає інформацію від іншого.
Концентратор (MAU) при цьому дозволяє централізувати завдання конфігурації, відключення несправних абонентів, контроль роботи мережі й т.д.. Ніякої обробки інформації він не робить.
Для кожного абонента в складі концентратора застосовується спеціальний блок підключення до магістралі (англ. TCU - Trunk Coupling Unit), що забезпечує автоматичне включення абонента в кільце, якщо він підключений до концентратора й справний. Якщо абонент відключається від концентратора або ж він несправний, то блок TCU автоматично відновлює цілісність кільця без участі даного абонента. Спрацьовує TCU по сигналу постійного струму (так званий «фантомний» струм), що приходить від абонента, що бажає включитися в кільце. Абонент може також відключитися від кільця й провести процедуру самотестування. «Фантомний» струм ніяк не впливає на інформаційний сигнал, тому що сигнал у кільці не має постійної складової.
Конструктивно концентратор являє собою автономний блок з десятьма розніманнями на передній панелі
Вісім центральних рознімань (1…8) призначені для підключення абонентів (комп'ютерів) за допомогою адаптерних (Adapter cable) або радіальних кабелів. Два крайніх рознімання: вхідний RI (англ. Ring In) і вихідний RO (англ. Ring Out) служать для підключення до інших концентраторів за допомогою спеціальних магістральних кабелів (Path cable). Пропонуються настінний і настільний варіанти концентратора.
Існують як пасивні, так й активні концентратори MAU. Активний концентратор відновлює сигнал, що приходить від абонента (тобто працює, як концентратор Ethernet). Пасивний концентратор не виконує відновлення сигналу, тільки перекомутує лінії зв'язку.
Концентратор у мережі може бути єдиним, у цьому випадку в кільце замикаються тільки абоненти, підключені до нього. Зовні така топологія виглядає, як зірка. Якщо ж потрібно підключити до мережі більше восьми абонентів, то кілька концентраторів з'єднуються магістральними кабелями й утворюють зірково-кільцеву топологію.
Кільцева топологія дуже чутлива до обривів кабелю кільця. Для підвищення живучості мережі, в Token-Ring передбачений режим так званого згортання кільця, що дозволяє обійти місце обриву.
У нормальному режимі концентратори з'єднані в кільце двома паралельними кабелями, але передача інформації виконується при цьому тільки по одному з них.
У випадку одиночного ушкодження (обриву) кабелю мережа здійснює передачу по обох кабелях, обходячи тим самим ушкоджену ділянку. При цьому навіть зберігається порядок обходу абонентів, підключених до концентраторів. Правда, збільшується сумарна довжина кільця.
У випадку множинних ушкоджень кабелю мережа розпадається на кілька частин (сегментів), не зв'язаних між собою, але зберігаючих повну працездатність. Максимальна частина мережі залишається при цьому зв'язаної, як і колись. Звичайно, це вже не рятує мережу в цілому, але дозволяє при правильному розподілі абонентів по концентраторах зберігати значну частину функцій ушкодженої мережі.
Кілька концентраторів можуть конструктивно поєднуватися в групу, кластер (англ. cluster), усередині якого абоненти також з'єднані в кільце. Застосування кластерів дозволяє збільшувати кількість абонентів, підключених до одного центра, наприклад, до 16 (якщо в кластер входить два концентратори).
Суть його така. Маркер (token) послідовно, від одного комп'ютера до іншого, передається доти, поки його не одержить той комп'ютер, який «хоче» послати дані. Передавальний комп'ютер видозмінює маркер, додає до нього дані і адресу одержувача і відправляє його далі по кільцю.
Дані проходять через кожен комп'ютер, поки не опиняться у того, чия адреса збігається з адресою одержувача.
Після цього той комп'ютер що приймає посилає передавачу повідомлення, де підтверджує факт прийому даних. Одержавши підтвердження, комп'ютер передавач створює новий маркер і повертає його в мережу.
На перший погляд здається, що передача маркера віднімає багато часу, проте насправді швидкість руху маркера прирівнюється до швидкості світла. У кільці діаметром 200 м маркер може циркулювати з частотою 10 000 обертів в секунду.
У деяких ще швидших мережах циркулює відразу декілька маркерів. У інших мережних середовищах застосовуються два кільця з циркуляцією маркерів в протилежних напрямах. Така структура сприяє відновленню мережі у разі виникнення відмов.
Прикладом швидкої волоконно-оптичної мережі з кільцевою топологією є FDDI.
Переваги мережі з кільцевою топологією:
- оскільки всім комп'ютерам надається рівний доступ до маркера жоден з них не може монополізувати мережу;
Недоліки мережі з кільцевою топологією:
- відмова одного комп'ютера в мережі може вплинути на працездатність всієї мережі;
- додавання або видалення комп'ютера змушує розривати мережу, усувається завдяки використанню «подвійного» кільця. Для цього до складу локальної мережі включають додаткові лінії зв'язку пристрої реконфігурації — спеціальні перемикальні пристрої, прості й надійні.
Інформацяє взята з ресурсу http://moodle.udec.ntu-kpi.kiev.ua/moodle/mod/resource/view.php?id=5867%5Bнедоступне+посилання+з+липня+2019%5D